# Aaron Scott
Aaron James Scott (Hamilton, 18 luglio 1986) è un calciatore neozelandese, difensore del Tawa.

## Palmarès

### Club

#### Competizioni nazionali
- Campionato neozelandese: 4

Waitakere United: 2009-2010, 2010-2011, 2011-2012, 2012-2013
- ASB Phoenix Challenge: 1

Waitakere United: 2010
- ASB Charity Cup: 1

Waitakere United: 2012